# Gertrude van Tijn
Gertrud Franzisca Cohn  bekannt als Gertrude van Tijn (geboren 4. Juli 1891 in Braunschweig; gestorben 7. Juli 1974 in Portland, USA) war eine niederländische Sozialarbeiterin und Helferin für jüdische Flüchtlinge.

## Leben
Gertrud Franzisca Cohn wurde am 4. Juli 1891 in Braunschweig geboren. Sie war die Tochter des Kaufmanns Werner Cohn (1854–1922) und der Thekla Levinson (1864–1903) und wuchs in einer jüdischen Mittelschichtfamilie in Braunschweig auf. Ihre Mutter starb, als sie elf Jahre alt war, und sie beendete die Schule in Berlin und setzte ihre Ausbildung an der Sozialen Frauenschule fort, der von der Feministin Alice Salomon gegründeten Berufsschule für Soziale Arbeit. Mit zwanzig zog sie nach London, wo sie als Sekretärin arbeitete und sich der Frauenwahlrechtsbewegung anschloss. Als der Erste Weltkrieg ausbrach, galt sie als „feindliche Ausländerin“ in England und sie reiste 1915 in die neutralen Niederlande. Dort arbeitete sie für den jüdischen Nationalfonds in Den Haag, einer Organisation, die in Palästina Land für eingewanderte Pioniere kaufte. Auch war sie in der zionistischen Bewegung der Niederlande aktiv.
In der zionistischen Bewegung lernte sie den Bergbauingenieur Jacques van Tijn (1893–1954), einen Spross einer wohlhabenden jüdischen Familie, kennen, den sie am 3. Februar 1920 in Amsterdam heiratete. Sie erhielt kurz nach ihrer Heirat die niederländische Staatsbürgerschaft und das Ehepaar ging ins Ausland, wo ihr Mann als Bergbauingenieur arbeitete. Sie lebten die nächsten zehn Jahre mit ihren Kindern Chedwah Jochewed (1921) und David (1923–1989) in der Schweiz, Südafrika, Mexiko, Uganda und Tanganjika. Die Familie kehrte 1932 zurück in die Niederlande und ließ sich in Blaricum nieder. Gertrude van Tijn bekam Arbeit als Leiterin der Abteilung Sozialarbeit beim Jüdischen Frauenrat.

## Jüdischer Rat
Nach der Machtergreifung der Nationalsozialisten in Deutschland 1933 erreichte die Niederlande ein großer Zustrom jüdischer Flüchtlinge. Dies führte zur Gründung eines Komitees jüdischer Flüchtlinge in den Niederlanden. Gertrude van Tijn wurde die Sekretärin des Rates. Ihre Arbeit bestand darin, Flüchtlinge aufzunehmen oder ihnen bei der Weiterreise ins Ausland, nach Palästina oder in die USA zu helfen. Ihr Mann verließ sie 1937 für eine jüngere Frau und ihre Ehe wurde kurze Zeit später geschieden. Gertrude van Tijn erlitt daraufhin einen Nervenzusammenbruch. Doch nachdem sich die Flüchtlingskrise verschärft hatte, nahm sie mit größerer Entschlossenheit ihre Arbeit wieder auf. Ihr lag besonders eine Landwirtschaftsschule in Wieringen am Herzen, in der sich Hunderte junger Flüchtlinge auf ein neues Leben als Landwirte außerhalb Europas vorbereiteten. Sie organisierte im Juli 1939 mit Zionisten aus Palästina die geheime Abfahrt eines Schiffes mit mehr als 300 illegalen Flüchtlingen von Amsterdam nach Palästina.
Gertrude van Tijn blieb nach der deutschen Besatzung im Mai 1940 in den Niederlanden, obwohl sie die Möglichkeit zur Flucht gehabt hätte. Ihr Ex-Mann und die Kinder nutzten die Möglichkeit und verließen die Niederlande. Van Tijn arbeitete als Leiterin der vom NS-Regime eingerichteten Emigrationsabteilung des Judenrats so verhalf sie deutsch-jüdischen Flüchtlingen und zahlreichen niederländischen Juden zur Flucht in neutrale Länder. Dabei bekam sie finanzielle und logistische Unterstützung durch das American Jewish Joint Distribution Committee. Von den NS-Behörden erhielt sie im Mai 1941 die Erlaubnis, ins neutrale Portugal zu reisen, um mit den dortigen Vertretern des Komitees ihre Auswanderungspläne zu besprechen.
Die Nazi-Politik war jedoch inzwischen auf Massenmord, weniger auf Auswanderung von Juden ausgerichtet. Dies merkte Gertrude van Tijn nach ihrer Rückkehr nach Amsterdam. Im Juni 1941 gab sie im Auftrag des Judenrats Namen und Adressen von Schülern der Landwirtschaftsschule in Wieringen, die vorübergehend in Amsterdam wohnten, an die SS weiter. Der SS-Offizier Klaus Barbie hatte ihr zugesichert, dass die jungen Männer auf das Ausbildungsgut zurückgebracht würden. Doch sie wurden in das KZ Mauthausen deportiert, und keiner von ihnen überlebte. Von diesem Vorgang war Van Tijn zutiefst betroffen und sie beschloss derartige Informationen nie wieder preiszugeben. Sie lehnte von da an jede Anfrage kategorisch ab, arbeitete jedoch weiterhin für den Jüdischen Rat, auch nachdem die Deportationen der Juden aus Amsterdam begonnen hatten. Die Auswanderungsmöglichkeiten wurden immer geringer, dennoch leitete sie die neue Abteilung für Ausreisehilfe, die die Deportierten mit Nahrungsmitteln und Medikamenten sowie der Grundausstattung für ihre angebliche „Umsiedlung in den Osten“ versorgte. Die meisten wurden jedoch in das KZ Auschwitz-Birkenau und das Vernichtungslager Sobibor deportiert und dort ermordet.

## Deportation
Gertrude van Tijn wurde im September 1943 zusammen mit fast allen noch in Amsterdam verbliebenen Juden in das Durchgangslager Westerbork und von dort aus im März 1944 in das KZ Bergen-Belsen deportiert. Dank eines deutsch-britischen Austauschs von Juden in Deutschland mit nichtjüdischen deutschen Staatsbürgern in Palästina konnte sie im Juli mit 282 anderen Gefangenen nach Palästina reisen. Nach ihrer Ankunft in Palästina verfasste sie für die niederländische Regierung einen detaillierten Bericht über die Gräueltaten der Judenverfolgung in den Niederlanden, einen der ersten Augenzeugenberichte, der die freie Welt erreichte.
Nach der Befreiung der Niederlande kehrte Gertrude van Tijn sofort in die Niederlande zurück und leistete als niederländische Regierungsbeamtin Sozialarbeit für zurückkehrende deportierte Juden. Als einige von ihnen ihr Verhalten während des Krieges kritisierten, verließ sie das Land. Sie wurde von einem Flüchtling verklagt, dem sie während des Krieges bei der Flucht geholfen hatte, doch der Raad voor het Rechtsherstel, wies die Anklage zurück und lobte van Tijn für ihre Arbeit während des Krieges.
1946 arbeitete Gertrude van Tijn mehrere Monate für die Vereinten Nationen mit jüdischen Flüchtlingen in Shanghai. Den Rest ihres Lebens verbrachte sie in den USA, wo sich ihre Kinder niedergelassen hatten. Sie lebte zunächst in Taos, New Mexico und später in Portland, Oregon. Als sie im Alter von 83 Jahren unheilbar erkrankte, nahm sie sich das Leben.